# Сексуално въздържание
Сексуално въздържание е практиката на въздържане на някои или всички аспекти на сексуална дейност поради правни и етични, медицински, психологически, социални, финансови, философски или религиозни причини. Асексуалност e подобен термин, който обаче акцентува върху общите поведенчески и емоционални аспекти, и е по-скоро приписващ определен тип сексуалност. Конкретното сексуално въздържане по религиозни причини се нарича целибат.
Въздържанието може да бъде за даден период и по определени причини, например преди брак, при бременност и други, или да е избрано като начин на живот и постоянен модел в поведението.